# 代特维莱尔
代特维莱尔（法語：Dettwiller，法語發音：[dɛtvilɛʁ] ⓘ）是法国下莱茵省的一个市镇，属于萨韦尔讷区。

## 地理
代特维莱尔（48°45'14"N, 7°28'0"E）面积10.77 平方千米，位于法国大東部大區下莱茵省，该省份为法国大陆部分最东部的省份，是阿尔萨斯的一部分，今与上莱茵省组成了阿尔萨斯欧洲集体，其南至上莱茵省，西南接孚日省和默尔特-摩泽尔省，西接摩泽尔省，北与德国接壤。
与代特维莱尔接壤的市镇（或旧市镇、城区）包括：戈特赛姆、阿特马特、吕普斯坦、什泰因堡、瓦尔多尔维赛姆、维尔维赛姆。
代特维莱尔的时区为UTC+01:00、UTC+02:00（夏令时）。

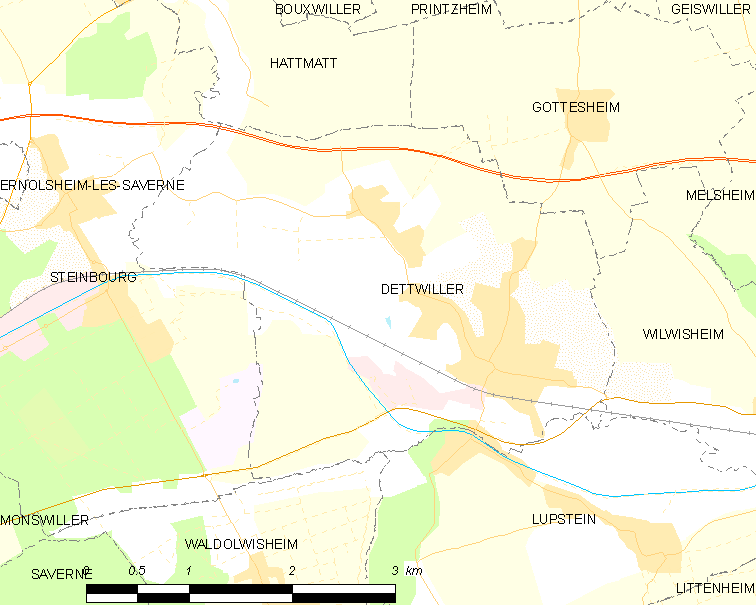
代特维莱尔的OSM定位图

## 行政
代特维莱尔的邮政编码为67490，INSEE市镇编码为67089。

## 政治
代特维莱尔所属的省级选区为萨韦尔讷县。

## 人口

1962-2008年间代特维莱尔人口变化图示

代特维莱尔于2022年1月1日时的人口数量为2569人。